# Aleksander Bielaczyc
Aleksander Bielaczyc (ur. 23 marca 1947 w Gdańsku, zm. 30 sierpnia 1978 w Bremie) – żeglarz, technik elektryk, olimpijczyk z Monachium.
Jako junior pływał z klasie Finn. Największe sukcesy odnosił w klasie Dragon, w której pływał jako załogant z Lechem Poklewskim.
Zginął w wypadku samochodowym na terenie Republiki Federalnej Niemiec

## Osiągnięcia
- 1972 – 20. miejsce na igrzyskach olimpijskich w klasie Dragon
- 1973 – 1. miejsce w międzynarodowych mistrzostwach Szwajcarii w klasie Dragon